# Território de Utah
O Território de Utah ou Utá foi um território organizado incorporado dos Estados Unidos que existiu de 9 de setembro de 1850 a 4 de janeiro de 1896, quando foi admitida na União como estado de Utah, tornando-se o 45º Estado dos Estados Unidos.